# Mont Carrie
Pour les articles homonymes, voir Carrie.
Le mont Carrie est un sommet des montagnes Olympiques (Olympic Mountains en anglais). Il est situé sur la péninsule Olympique à l'intérieur du parc national Olympique à l'ouest de l'État de Washington (États-Unis).

## Géographie
Le mont Carrie culmine à 2 132 m à l'intérieur du parc national Olympique. Il s'agit d'un des plus importants sommets du parc après le mont Anderson (2 231 m), le mont Deception (2 374 m) et le mont Olympe (2 432 m). La montagne accueille le glacier Carrie.